# Імефор Імпі Нікауптах
Імефор Імпі Нікауптах (*XXIII ст. до н. е.) — давньоєгипетський діяч, верховний жрець Птаха в Мемфісі початку Першого перехідного періоду. Відомий також як Імпі II.

## Життєпис
Походив зі знатного роду Птахшепесів. Ймовірно всиновлений Птахшепсесом V Імпі, верховним жерцем Птаха. Обіймав посади намісника Мемфіса, потім увійшов до жрецької колегії Мемфіса. За цим стає другим жерцем Птаха. після смерті Птахшепсеса V отримав посади верховного жреця та начальника ремісників..
Також отримав інші титули як «милосердний» (imA-a) та «директор кожної божественної посади» (xrp iAwt nbwt nTrwt), які його попередники серед верховних жерців Птаха ніколи не обіймали. сутність цих посад є достеменно нез'ясованою: одні дослідники розглядають їх як придворні, інші — в якості жрецьких.
Помер десь у 2180-х роках до н. е. Його змінив Анху (відомий також як Неферефраанх II). Онук Імефора — Імпі  — став останнім представником роду Птахшепесів на посаді верховного жреця Птаха.
Поховано в Ком-ель-Хамасін (південно-західна Саккара), поховання C17.